# Leitmotif

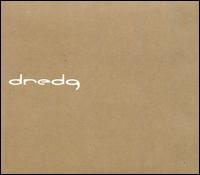

Leitmotif è il primo album in studio del gruppo musicale statunitense Dredg, pubblicato nel 1999 dalla Woven Recordings.
Il disco è stato successivamente ripubblicato dalla Interscope Records l'11 settembre 2001, mentre nell'aprile 2010, in occasione dell'undicesimo anniversario dalla sua uscita, è stato commercializzato anche nel formato LP.

## Tracce
Testi e musiche dei Dredg.
1. 易 – 4:23 – indicata anche come Symbol Song
2. Movement I: @45°N, 180°W – 1:01
3. Lechium – 6:24
4. Movement II: Crosswind Minuet – 1:32
5. Traversing Through the Arctic Cold We Search for the Spirit of Yuta / Intermission – 6:37
6. Movement III: Lyndon – 3:07
7. Penguins in the Desert – 4:13
8. Movement IV: RR – 2:59
9. Yatahaze – 3:44
10. Movement V: 90 Hour Sleep – 20:20

## Formazione
Gruppo
- Gavin Hayes – voce
- Mark Engles – chitarra
- Drew Roulette – basso, sintetizzatore
- Dino Campanella – batteria

Produzione
- Dredg – produzione, missaggio
- Travis Crenshaw – produzione, ingegneria del suono, missaggio
- Brian Lillie – coproduzione, missaggio
- Brian Sumakis – assistenza tecnica
- Justin Phelps – missaggio
- Michael Romanowski – mastering